# Keng Đu
Keng Đu là một xã thuộc tỉnh Nghệ An, Việt Nam.

## Địa lý
Xã Keng Đu có vị trí địa lý:
- Phía Đông giáp xã Na Loi và xã Bắc Lý;
- Phía Nam giáp xã Na Loi;
- Phía Tây giáp nước CHDCND Lào;
- Phía Bắc giáp nước CHDCND Lào.

Xã Keng Đu có diện tích tự nhiên 98,24 km².

## Diện tích và Dân số
Xã có diện tích tự nhiên: 98,24 km², quy mô dân số: 5.098 người.